# Piper atroglandulosum
Piper atroglandulosum là một loài thực vật có hoa trong họ Hồ tiêu. Loài này được Tebbs miêu tả khoa học đầu tiên năm 1990.